# Erik Kay-Hansen
Erik Kay-Hansen (født 10. december 1925 i København, død 7. september 2001 i Hornbæk, Nordsjælland) var en dansk direktør, advokat og frimurer. Han var Ridder af 1. grad af Dannebrog og var endvidere tildelt bl.a. Kong Karl 13. af Sveriges Orden og Dansk Røde Kors' Fortjensttegn. Han blev optaget i Kraks Blå Bog.
Erik Kay-Hansen var søn af repræsentant Kay Hansen (død 1974) og hustru Frederikke f. Salomon (død 1968). Han blev student fra Skt. Jørgens Gymnasium i 1944, cand.jur. (jurist) i 1950 og advokat i 1953.
Erik Kay-Hansen var ansat i bl.a. Finansministeriet, Statens Ligningsdirektorat, var likvidator for Københavns Kreditbank i 1957-61, og var administrerende direktør i 1963-93. Han var endvidere Den Danske Frimurerordens formand (højeste styrer) i 1973-88.
Han blev gift 1. marts 1950 med Elisabeth Karlsen (født 12. oktober 1925).